# Alexandru Segal
Alexandru Sorin Segal (ur. 4 października 1947 w Bukareszcie, zm. 6 stycznia 2015) – brazylijski szachista pochodzenia rumuńskiego, mistrz międzynarodowy od 1977, sędzia klasy międzynarodowej (International Arbiter) od 1984 roku.

## Kariera szachowa
Był mistrzem Rumunii juniorów. Oprócz tego, w latach 1966–1969 czterokrotnie reprezentował barwy Rumunii na drużynowych mistrzostwach świata studentów. Studia ekonomiczne ukończył w 1970 roku. W następnym roku wyemigrował do Brazylii i zamieszkał w São Paulo. Obywatelstwo brazylijskie otrzymał w 1973 r., od razu znajdując się w ścisłej czołówce brazylijskich szachistów. Wielokrotnie startował w finałach indywidualnych mistrzostw kraju, zdobywając 8 medali: dwa złote (1974 – wspólnie z Marcio Mirandą, 1978), trzy srebrne (1973, 1984, 1985) oraz trzy brązowe (1977, 1982, 1986). Pomiędzy 1974 a 1986 r. pięciokrotnie uczestniczył w szachowych olimpiadach.
Trzykrotnie (1975, 1978, 1982) startował w turniejach strefowych (eliminacjach mistrzostw świata). Odniósł szereg sukcesów w turniejach międzynarodowych, m.in. w Winnipeg (1974, mistrzostwa państw panamerykańkich, dz. III m. za Walterem Browne'em i Raúlem Sanguinettim, wspólnie z Peterem Biyiasasem), São Lourenço (1975, III m.), Fortalezie (1978 oraz 1988, dwukrotnie I m.), Rio de Janeiro (1978, I-II m.), Kurytybie (1980, II m.) oraz São Paulo (1983, II m.).
Najwyższy ranking w karierze osiągnął 1 stycznia 1980 r., z wynikiem 2415 punktów dzielił wówczas 2-3. miejsce (za Henrique Meckingiem, wspólnie z Jaime Sunye Neto) wśród brazylijskich szachistów.